# Maj Wistrand
Maj Irma Kristina Wistrand, född 15 maj 1904 i Härnösand, död 24 juni 1986 i Spånga, var en svensk målare och tecknare.
Hon var dotter till tjänstemannen Ernst Nilson och Kristina Nordlander och från 1929 gift med reklamchefen Georg Wistrand. Hon studerade konst privat för Harald Östergren 1949–1950 och vid Arbetarnas bildningsförbunds målarskola 1950 samt Reybekiels målarskola samt krokiteckning vid Otte Skölds målarskola i Stockholm och genom självstudier under resor till bland annat Italien, Tyskland, Frankrike, Grekland och Nederländerna. Separat ställde hon ut i Norrtälje och Edsbyn samt medverkade i några samlingsutställningar med olika konstföreningar. Hennes konst består av utländska landskapsskildringar, folklivsstudier, porträtt, stilleben med blommor med mera utförda i som målningar eller teckningar. Wistrand är gravsatt i minneslunden på Sundbybergs begravningsplats.